# خانه اسفندیاری تبریز

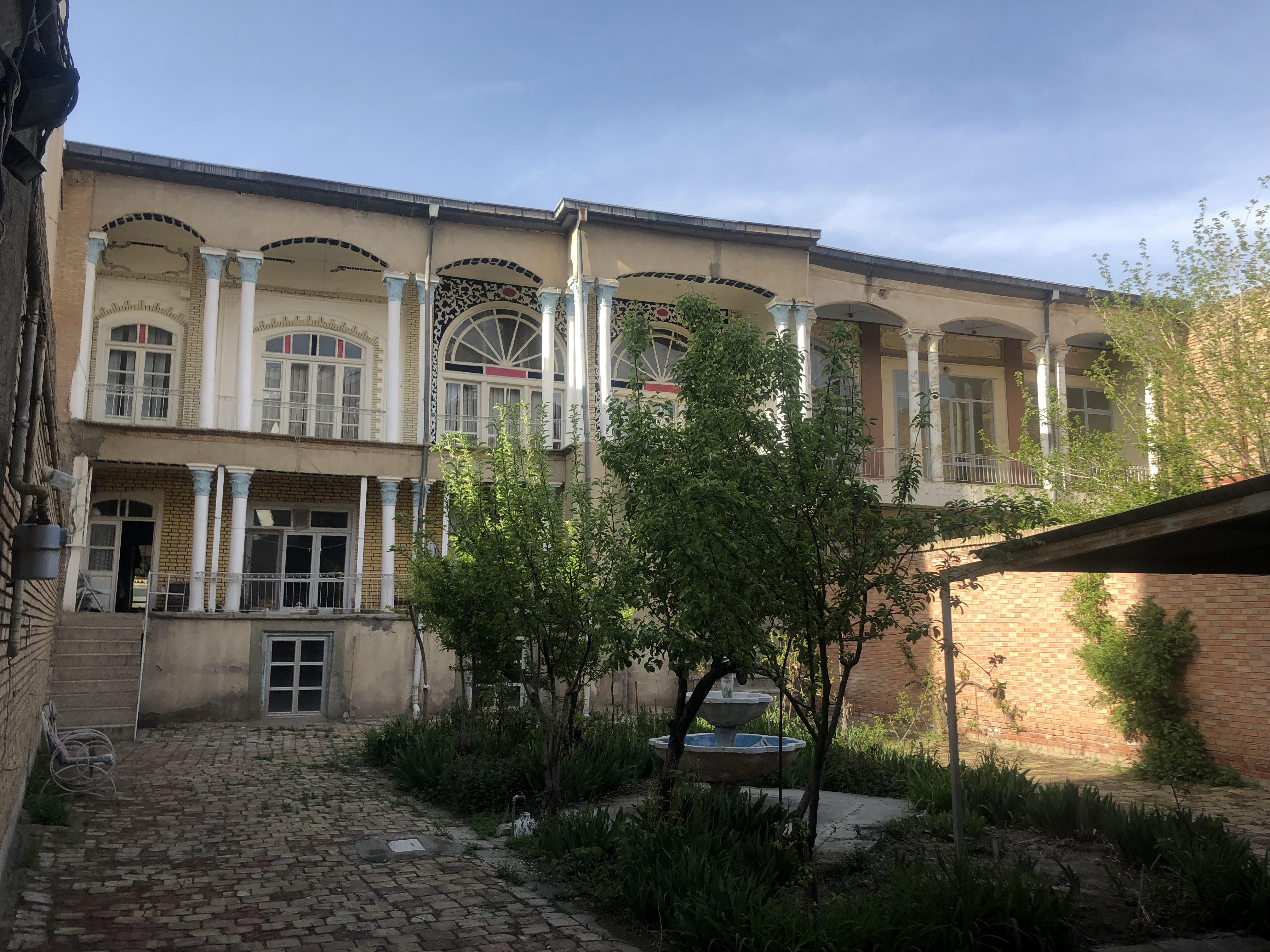
۲۰۱۹ ۰۵ ۰۳ ۱۶ ۴۷ IMG 4380

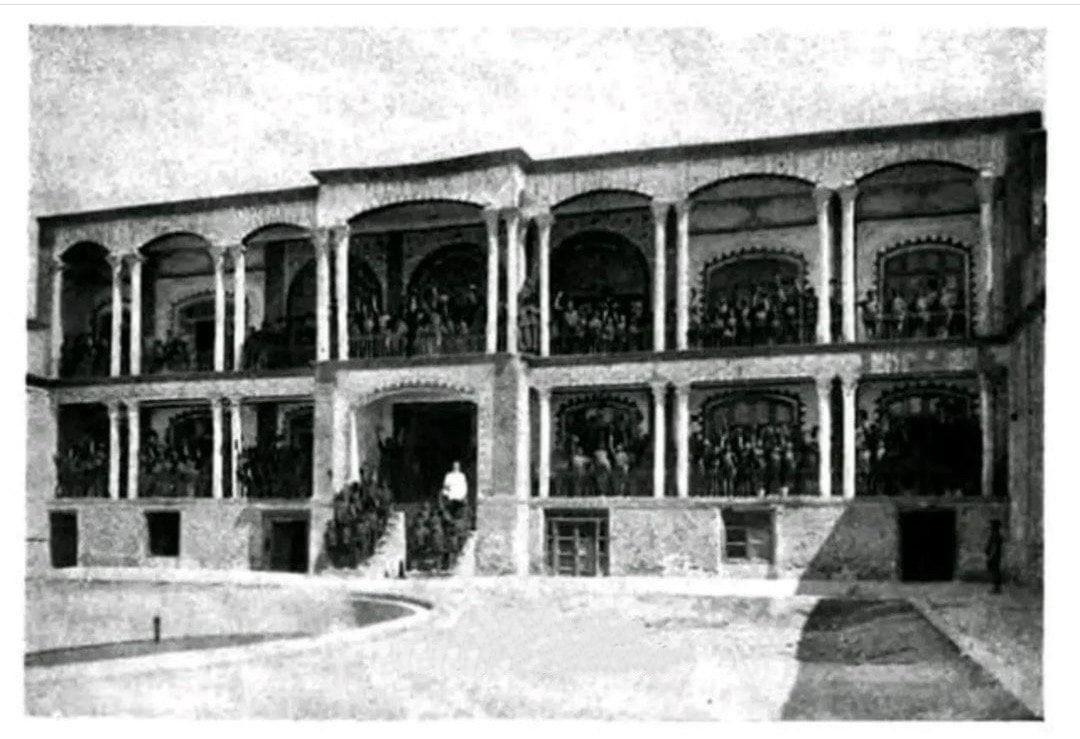
عکس قدیمی خانه آقاجان ۱۹۲۳

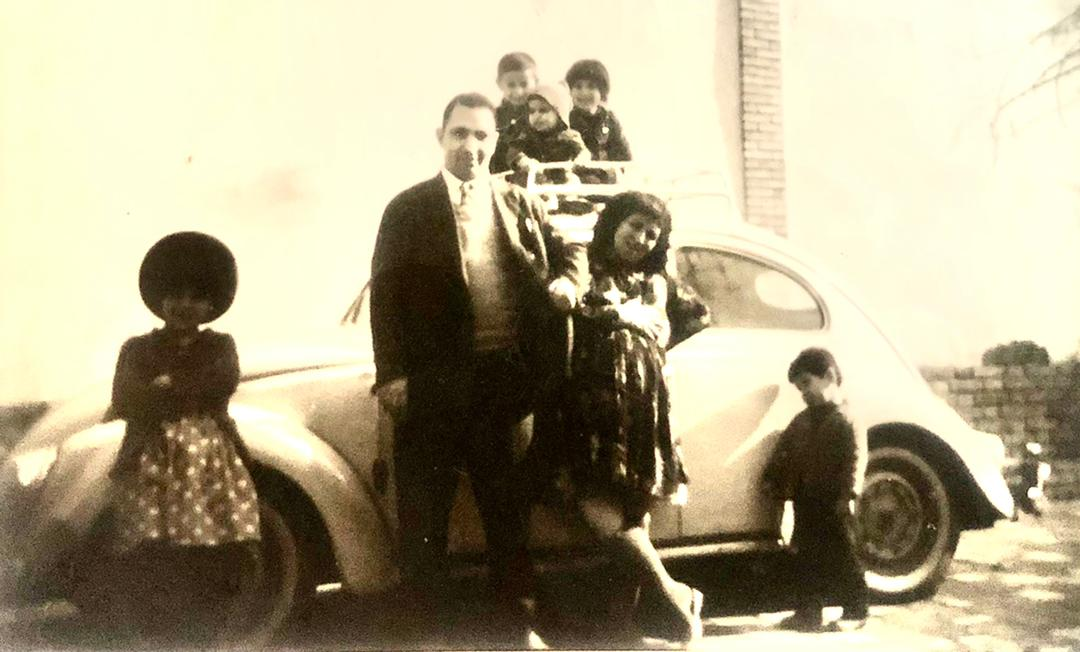

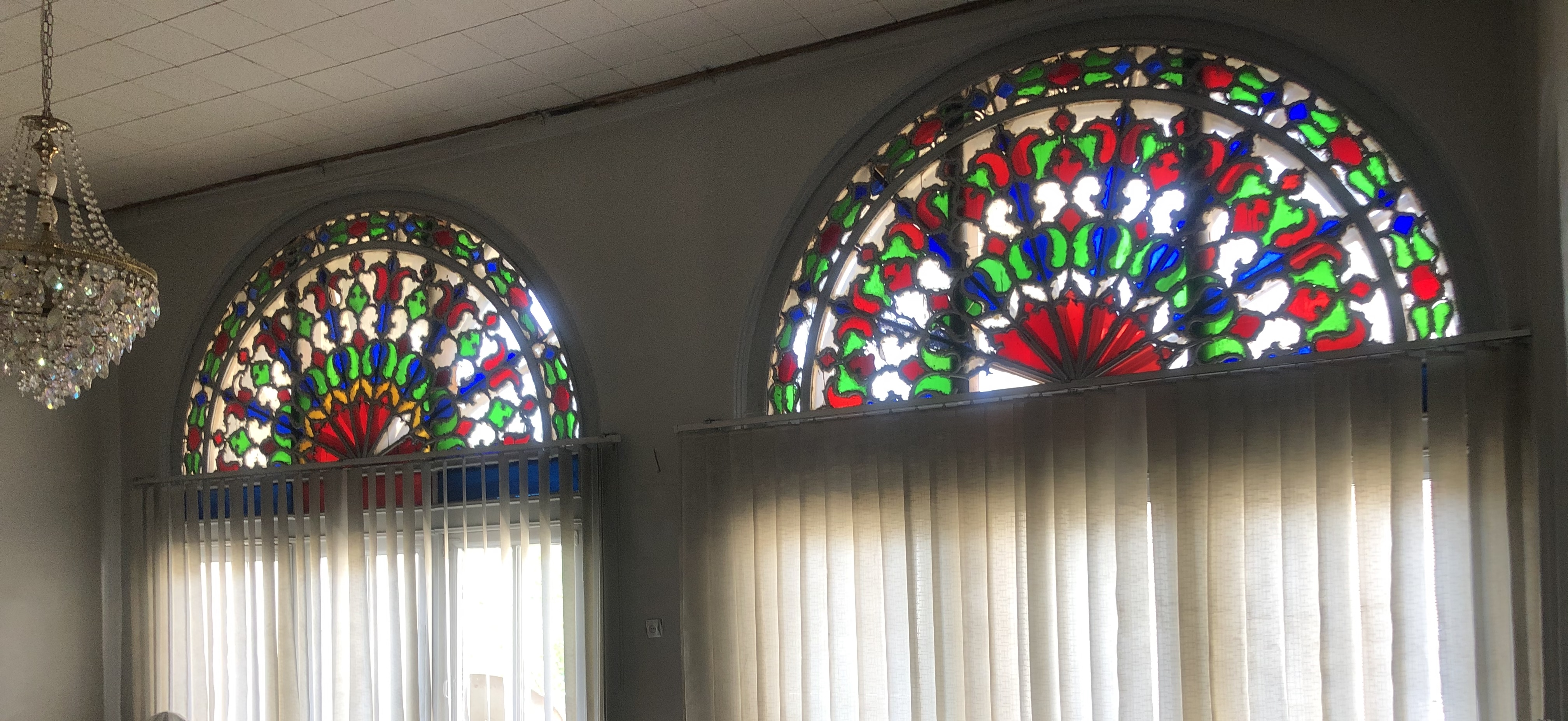

عمارت اسفندیاری در زمان قاجار و در میدان ساعت، کوچه صدر، انتهای بن‌بست اسفندیاری ساخته شده است. از مالکین قبلی این عمارت می‌توان به تاجرباشی و افراد با نفوذ دولتی اشاره کرد. این عمارت دارای دو طبقه و یک زیرزمین است که حوضی با شکل ستاره و آشپرخانه و حمام با گرمایش از کف نفتی و همپنین  آب‌انبار در حیاط  قرار دارد. 
ساختمان از حیاط‌های اندرونی و پشتی تشکیل شده که دارای چندین درب به کوچه جارالمسجد و کوچه‌های پشتی بوده‌اند. با این حال، در گذر زمان، حیاط‌های اندرونی و پشتی به ملک مسکونی تبدیل شدند و در زیرزمین تنها درب‌های چوبی حیاط اندرونی باقی مانده است.
سپس بخش اصلی این ملک توسط دکتر روشن ضمیر خریداری شد. او عمارت را در اختیار بلدیّه قرار داد تا از پسران بی‌سرپرست نگهداری شود. در این دوره، یکی از مستندسازان خارجی در سال ۱۹۲۳ با حضور کودکان بی‌سرپرست از این مکان عکس‌هایی ثبت کرد که هنوز موجود است. پس از درگذشت دکتر روشن ضمیر، عمارت به همراه مالکیت کوچه توسط حاج حسین اسفندیاری به مبلغ قابل توجهی در دهه بیست شمسی از ورثه او خریداری شد. 

حاج حسین اسفندیاری با انجام بازسازی‌های اصولی در این عمارت، دهه‌ها ساکن آن شد و عکسی همراه با خانواده‌اش با خودرو شخصی در اواخر دهه سی در حیاط عمارت موجود است. او به بهترین شکل ممکن از خانه نگهداری کرد و به عنوان نمونه، پنجره‌های چوبی بزرگ را حفظ کرد و از آنها استفاده نمود. امروزه عمارت در اختیار ورثه مرحوم حاج حسین اسفندیاری است.
خانه‌های تاریخی تبریز
| نام           | عمارت اسفندیاری |
| ------------- | --------------- |
| کشور          | ایران           |
| استان         | آذربایجان شرقی  |
| شهرستان       | تبریز           |
| اطلاعات اثر   |                 |
| نام محلی      | عمارت اسفندیاری |
| نوع بنا       | تاریخی و نفیس   |
| کاربری        | خانه            |
| کاربری کنونی  | مسکونی          |
| دیرینگی       | دوره قاجار      |
| تاریخ ثبت ملی | 1381            |